# Retusa chrysoma
Retusa chrysoma is een slakkensoort uit de familie van de Retusidae. De wetenschappelijke naam van de soort is voor het eerst geldig gepubliceerd in 1974 door Burn in Burn & Bell.